# Daniel Heuer Fernandes
Daniel Heuer Fernandes (* 13. November 1992 in Bochum) ist ein deutsch-portugiesischer Fußballtorhüter, der beim Hamburger SV unter Vertrag steht.

## Vereinskarriere

### Anfänge
Heuer Fernandes wuchs in Langendreer, einem Stadtteil seiner Geburtsstadt Bochum, auf und begann seine Karriere in der Jugend des Bochumer Stadtteilvereins VfB Langendreerholz. Über die SV Langendreer 04 gelangte er schließlich in die Jugend des VfL Bochum. 2010 wechselte er in die A-Jugend von Borussia Dortmund und kehrte ein Jahr später zum VfL Bochum zurück, für dessen Reservemannschaft er fortan in der Regionalliga West auflief. In der Saison 2012/13 gehörte er auch zum Profikader der Bochumer, kam dort aber zu keinem Einsatz.

### Von der 3. Liga in die Bundesliga
Zur Saison 2013/14 wechselte Heuer Fernandes zum Drittligisten VfL Osnabrück. Am 27. Juli 2013 gab er im Alter von 20 Jahren sein Debüt als Profi in der 3. Liga, als er beim 3:0-Sieg im Auswärtsspiel gegen den Chemnitzer FC eingesetzt wurde. In seiner ersten Saison in der an Nordrhein-Westfalen grenzenden niedersächsischen Stadt war Heuer Fernandes über weite Strecken Stammtorhüter, saß allerdings in den letzten drei Saisonspielen auf der Bank. In der Saison 2014/15 saß Heuer Fernandes in den ersten drei Spieltagen ebenfalls auf der Bank, hatte allerdings in der Folge wieder zwischen den Pfosten gestanden. Vom 29. bis zum 37. Spieltag saß Heuer Fernandes wieder auf der Ersatzbank, durfte am letzten Spieltag aber wieder spielen. Insgesamt stand er in 60 Ligaspielen für Osnabrück im Tor.
Zur Saison 2015/16 wurde er vom Bundesligaabsteiger SC Paderborn 07 verpflichtet und stieg mit dem Verein zum Saisonende in die 3. Liga ab. Dabei war Heuer Fernandes in der Hinrunde Reservist, ehe er ab dem 22. Spieltag zwischen den Pfosten stand.
Zur Saison 2016/17 wurde Heuer Fernandes vom SV Darmstadt 98 verpflichtet. Hier absolvierte er am 6. Spieltag seinen ersten Bundesliga-Einsatz, als er beim Spiel gegen Werder Bremen für den verletzten Michael Esser in der 55. Spielminute eingewechselt wurde. Sein Startelfdebüt gab er am 23. Spieltag gegen Bremen bei einer 2:0-Auswärtsniederlage. Am Saisonende stieg er mit der Mannschaft in die 2. Bundesliga ab. In der nächsten Saison wurde er Stammtorhüter für die Lilien und erhielt in 29 Spielen 35 Gegentore. Acht Spiele blieb er ohne Gegentor. In seiner letzten Saison für den SV98 absolvierte er alle 35 Pflichtspiele. Dabei kam es zu 55 Gegentoren und in neun Spielen blieb er ohne Gegentreffer.

### Hamburger SV
Zur Saison 2019/20 wechselte Heuer Fernandes für 1,3 Millionen Euro zum Ligakonkurrenten Hamburger SV, bei dem er einen bis zum 30. Juni 2022 laufenden Vertrag erhielt. Beim HSV verdrängte er im Rahmen der Saisonvorbereitung Julian Pollersbeck als Stammtorhüter. Heuer Fernandes konnte allerdings nur selten überzeugen. So schrieb der Kicker nach dem mit 2:3 verlorenen Spitzenspiel gegen den VfB Stuttgart am 28. Spieltag: „Offensichtlich wurde auch bei dem plump verursachten Elfmeter durch Daniel Heuer Fernandes in Stuttgart wieder, dass der HSV im Tor keinen Rückhalt hat.“ Bis zu diesem Zeitpunkt hatte er 30 Pflichtspiele für den HSV absolviert und 37 Gegentore hinnehmen müssen, in sieben Partien war er ohne Gegentreffer geblieben. Am 29. Spieltag kehrte Pollersbeck in das HSV-Tor zurück, während Tom Mickel die „Nummer 2“ blieb und Heuer Fernandes zum ersten Mal seit seinem Wechsel für den Spieltagskader keine Berücksichtigung fand. Ab dem 30. Spieltag erhielt Heuer Fernandes den Bankplatz von Mickel. Der HSV scheiterte auch ohne Heuer Fernandes am Aufstieg und belegte am Saisonende den 4. Platz.
Zur Saison 2020/21 übernahm Daniel Thioune die Mannschaft. Unter ihm wurde Heuer Fernandes vorerst wieder zum Stammtorwart, woraufhin Pollersbeck zu Olympique Lyon wechselte. Der Deutsch-Portugiese stand beim Ausscheiden im DFB-Pokal gegen den Drittligisten Dynamo Dresden und bei den beiden Auftaktsiegen in der Liga vor Mickel im Tor. Anschließend verpflichtete der HSV mit Sven Ulreich, der die letzten 5 Jahre der Ersatz von Manuel Neuer beim FC Bayern München gewesen war, einen weiteren Torhüter, woraufhin Heuer Fernandes die „Nummer 2“ im HSV-Tor wurde und nicht mehr zum Einsatz kam.
Vor der Saison 2021/22 einigten sich der HSV und der nicht überzeugende Ulreich auf eine Vertragsauflösung, woraufhin Heuer Fernandes vom neuen Cheftrainer Tim Walter wieder zur „Nummer 1“ ernannt wurde. Der Deutsch-Portugiese machte daraufhin mit starken Leistungen auf sich aufmerksam. Ende Oktober 2021 zog er sich in der zweiten Runde des DFB-Pokals eine Kapselverletzung im Knie zu. Obwohl Heuer Fernandes die letzten 7 Ligaspiele vor der Winterpause verpasste, bewertete ihn der Kicker hinter Christian Mathenia und Marcel Schuhen in der Kategorie Herausragend als drittbesten Torwart der Liga. Anfang Januar 2022 verlängerte Heuer Fernandes seinen zum Saisonende auslaufenden Vertrag bis zum 30. Juni 2024. Am 8. Dezember 2023 wurde eine weitere, vorzeitige Vertragsverlängerung bis 2026 vereinbart. Während der Rückrunde 2023/24 verlor Heuer Fernandes seinen Stammplatz an Matheo Raab, erlangte ihn aber nach einer Erkrankung Raabs zur Saison 2024/25 wieder zurück. Seine Leistungen in der Hinrunde 2024/25 wurden vom Fachmagazin Kicker mit dem ersten Platz in dessen Rangliste der Zweitliga-Torhüter gewürdigt. Mit dem HSV ist er in der Saison 2024/25 in die Bundesliga aufgestiegen.

## Nationalmannschaft
Heuer Fernandes besitzt die deutsche und die portugiesische Staatsbürgerschaft. Sein erstes Spiel für die portugiesische U-21-Nationalmannschaft absolvierte er am 15. Oktober 2012 im Freundschaftsspiel in Moreira de Cónegos gegen die Ukraine. Im Sommer 2015 nahm er mit der portugiesischen U-21-Nationalmannschaft an der Europameisterschaft 2015 teil; er war als Spieler des VfL Osnabrück dabei der einzige Spieler im Turnier, der bei einem Drittligisten unter Vertrag stand. Als Ersatztorhüter erreichte Heuer Fernandes das Endspiel, das man nach Elfmeterschießen gegen Schweden verlor.
Am 8. Oktober 2021 hatte die deutsche Nationalmannschaft im Hamburger Volksparkstadion Rumänien besiegt. Da sich der Stammtorhüter Manuel Neuer kurz vor dem Spiel verletzt hatte und Marc-André ter Stegen aufgrund seines Einsatzes geschont wurde, wurde Heuer Fernandes kurzfristig für das Training auf dem HSV-Gelände am Folgetag eingeladen, um neben Bernd Leno einen zweiten Torhüter zur Verfügung zu haben.

## Erfolge
- Aufstieg in die Bundesliga: 2025 (Hamburger SV)
- Niedersachsenpokalsieger: 2015 (VfL Osnabrück)

## Privates
Heuer Fernandes ist Sohn eines portugiesischen Vaters und einer deutschen Mutter. Sein Bruder Patrick (* 1990) ist in Deutschland Amateurfußballer. Er ist verheiratet und Vater einer Tochter.